# ام الحصم (حجة)
ام الحصم هي إحدى قرى الجمهورية اليمنية. تتبع جغرافيا لمحافظة حجة وإداريًا لمديرية حرض. يبلغ تعداد سكانها 1624 نسمة حسب الإحصاء الذي أجري عام 2004.